# Granja d'Escarp-1
Granja d'Escarp-1 es el nombre de una variedad cultivar de manzano (Malus domestica) Esta manzana está cultivada en la colección de germoplasma de manzanas del CSIC, también está cultivada en la colección de germoplasma de peral y manzano en la "Finca de Gimenells de la Estación Experimental de Lérida - IRTA". Esta manzana es originaria de la Comunidad autónoma de Cataluña, procedente de un ejemplar localizado en el año 2006 en el municipio de Granja de Escarpe, en la comarca del Segriá, Lérida.

## Sinónimos
- "Poma Granja d'Escarp-1",[3]
- "Granja d'Escarp-1 M109",[3]
- "Manzana Granja d'Escarp-1".[7]

## Historia
'Granja d'Escarp-1' es una variedad de manzana de Cataluña, está catalogada con el número de accesión M109 en el Banco de germoplasma de peral y manzano de la Universidad de Lérida, que se encuentra integrado en la Red de Colecciones del Programa de Conservación y Utilización de los Recursos Fitogenéticos para la Alimentación y la Agricultura, del Plan Nacional de I+D+I.
'Granja d'Escarp-1' está considerada con otras muchas de las entradas que se han incorporado al Banco de germoplasma en la "Finca de Gimenells de la Estación Experimental de Lérida - IRTA", provienen de ejemplares únicos, en algunos casos, actualmente desaparecidos, lo que ha permitido paliar la erosión genética que se está dando en estas especies frutales.
'Granja d'Escarp-1' es una variedad que se cultiva para su conservación genética, para posibles usos y mejoras en cruces con otras variedades, para incrementar cualidades o intercambiarlas.

## Características
El manzano de la variedad 'Granja d'Escarp-1' tiene un vigor débil de tipo ramificado, con porte erguido; ramos con pubescencia fuerte, de un grosor delgado, con longitud de entrenudos cortos, número de lenticelas pequeño, relación longitud/grosor de los entrenudos media, tipo de ramos fructíferos "sin predominio"; época de inicio de floración temprana, yema fructífera de forma ovoide-cónica de una longitud media, flor no abierta presenta color del botón floral rosa pálido, flor de tamaño medio, pétalos con posición relativa de los bordes tangentes, inflorescencia con número medio de flores pocas, de forma medinamente cupuliforme, sépalos de color predominante verde, sépalos de longitud corta, con los pétalos de longitud corta y anchura corta, siendo la relación longitud/anchura de los pétalos más largos que anchos, estilos con longitud en relación con los estambres de la misma longitud, estilos con punto de soldadura lejos de la base.
Las hojas tienen un porte caído en relación con el ramo, limbo de longitud medio y de anchura medio, con una relación longitud/anchura media, forma del borde aserrada, peciolo con longitud medio, forma del limbo elíptica, aspecto de la superficie del haz medianamente brillante, pubescencia del envés media, plegamiento de la superficie cóncava, tamaño de la punta media, forma de la base redondeada, estípulas con una forma muy foliáceas, y ángulo del peciolo respecto al ramo mediano.
La variedad de manzana 'Granja d'Escarp-1' tiene un fruto de tamaño y peso pequeño-medio; forma globosa cónica, relación longitud/anchura muy pequeña, lados (ausencia o presencia de lados marcados) débil, posición de la anchura máxima en el medio; piel con estado ceroso ausente o muy débil, pruina de la epidermis débil; con color de fondo amarillo-verdoso, importancia del sobre color fuerte, sobre color de superficie rojo, siendo su intensidad mediano, reparto del color en la superficie placas continuas con estrías, acusando unas lenticelas medianas, y una sensibilidad al "russeting" (pardeamiento áspero superficial que presentan algunas variedades) en las caras laterales ausente o muy débil; pedúnculo con una longitud medio, y un grosor delgado, anchura de la cavidad peduncular grande, profundidad de la cavidad pedúncular media, y con importancia del "russeting" en cavidad peduncular fuerte; coronamiento por encima del cáliz débil, anchura de la cav. calicina media, profundidad de la cav. calicina media, y con importancia del "russeting" en cavidad calicina ausente o muy débil; longitud del sépalo media; ojo con un tamaño pequeño, cerrado; sépalo corto.
Carne de color verdosa, con oscurecimiento de la carne al corte medio; textura fina, dureza de la carne muy dura, con jugosidad medio; sabor algo aromático, regular; corazón con distinción de la línea media; eje abierto; porte del sépalo parcialmente extendido; lóculos carpelares ausente o muy débil; semilla de longitud grande, de anchura medianamente ancha, y de color marrón rojizo.
La manzana 'Granja d'Escarp-1' tiene una época de maduración y recolección de fruto temprana, finales de verano. Época de caída de hoja media. Se usa como manzana de mesa fresca y para sidra.

## Calidad de fruto y prueba de cata
- Peso del fruto: Medio
- Calibre del fruto: Medio
- Longitud del fruto: Pequeña
- Índice de almidón: Medio
- Dureza medida de la carne: Alta
- Índice refractométrico (IR): Medio
- Acidez titulable: Baja
- Jugosidad de la carne: Medio
- Textura de la carne: Fina
- Dureza sensorial de la carne: Dura
- Dulzor: Débil
- Acidez: Media
- Intensidad del sabor de la carne: Media
- Sabor: Regular
- Valoración global del fruto: Regular.[3]

## Características Agronómicas
- Afinidad del injerto (compatibilidad): Mala
- Facilidad de formación y poda: Media
- Tipo de fructificación: Tipo I
- Precocidad varietal: Media
- Vecería: Alta
- Productividad: Media
- Necesidad de aclareo: Baja
- Escalonamiento de la maduración del fruto: Medio
- Sensibilidad a la caída en maduración: sin datos
- Aptitud para la conservación del fruto en árbol: sin datos
- Aptitud para la conservación del fruto en almacén o cámara: sin datos
- Sensibilidad al moteado: sin datos
- Sensibilidad al oídio: sin datos
- Sensibilidad a pulgón lanígero: sin datos.[3]